# سيمون بيل (رسام)
سيمون بيل (بالإنجليزية: Simon Bill)‏ هو رسام بريطاني، ولد في 1958.